# Collonges (Ain)
Collonges es una comuna francesa situada en el departamento de Ain, de la región de Auvernia-Ródano-Alpes.

## Demografía
| 754 | 732 | 879 | 901 | 966 | 926 | 1 000 | 1 106 | 1 119 | 1 821 | 2 104 | 2 222 |
| Para los censos de 1962 a 1999 la población legal corresponde a la población sin duplicidades (Fuente: INSEE [Consultar]) |     |     |     |     |     |       |       |       |       |       |       |